# 岐江公园
岐江公园位于中华人民共和国广东省中山市西区的岐江河畔，是一个以工业为主题的市政公园。它是由中山市政府投资9000万元在粤中船厂的旧址上改建而成，总面积11公顷，于2001年10月正式对公众开放。岐江公园在设计上保留了很多粤中船厂的工业元素和自然植被，并加入了一些和工业主题有关的创新设计。2002年，该公园的设计和它的设计者获得了美国景观设计师协会2002年度荣誉设计奖，成为第一个获得该奖项的中国项目和中国人。

## 历史

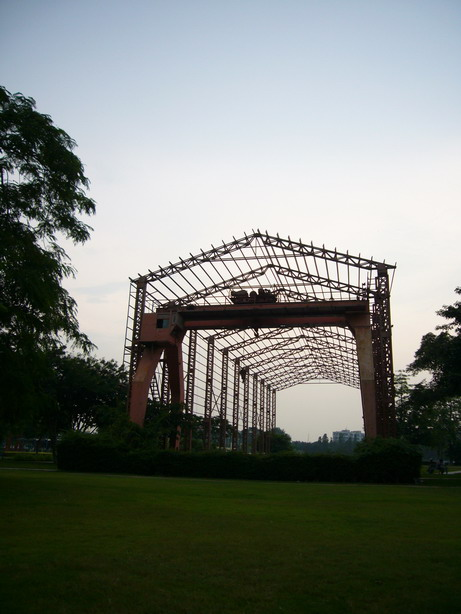
岐江公园内保留的原粤中船厂的船坞

岐江公园位于粤中船厂的旧址上，粤中船厂创建于1953年，是一家广东省直属的国有企业，曾是中山工业的象征之一。该厂创业初期大约有200多名员工，鼎盛时期有1500多名员工，1980年代该厂开始走下坡路，并于1999年全面停产。同年，中山市政府决定投资9000万元，将粤中船厂的旧址改建成占地面积11公顷的岐江公园。该公园于1999年6月开始由北京土人景观规划设计研究所和北京大学景观规划设计中心进行设计，北京大学景观设计学研究院院长俞孔坚出任首席设计师。2000年8月开始动工建设，2001年10月公园主体建成并对公众开放，随后，位于岐江公园内的中山市美术馆也于2002年11月正式开放。该公园建成后，其设计于2002年10月获得了美国景观设计师协会2002年度荣誉设计奖。此外，该公园的设计还陆续获得2003年的中国建筑艺术奖，2004年的第十届全国美术作品展金奖、中国现代优秀民族建筑综合金奖等多个奖项。

## 公园特点
岐江公园在设计上保留了粤中船厂旧址上的许多旧物，它们包括原址上的所有古树，部分水体和驳岸；两个不同时代的船坞，两个水塔，废弃的轮船和烟囱等物；还有一些如龙门吊、变压器、机床等废旧机器，并且通过对这些旧物的改变、修饰和重组来提升整个公园的艺术性。两个船坞被改造成游船码头和洗手间；两个水塔则变成了两个艺术品，一个称为“琥珀水塔”，另一个称为“骨骼水塔”；龙门吊、变压器、机床等废旧机器经艺术和工艺修饰后变成一堆艺术品散落在公园各处。

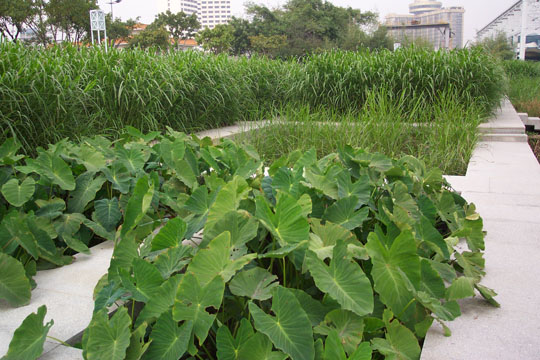
岐江公园湖边的栈桥间长满野生植物

除了旧物改造之外，设计师还加入了很多和主题有关的创新设计，它们包括由白色的钢柱林组成、象征着当年船厂青年冲天信念与干劲的白色柱阵，喷泉从布满铆钉的钢板中喷出的铁栅涌泉，铺在白色鹅卵石上、两边长满杂草的铁轨，违反中国传统园林“园无直路”的审美、象征着工业时代无情切割的直线路网，以及红色记忆、绿房子等装置和景观。
在公园植被的设计中，保留了粤中船厂一些原有植被，并增加了大量野生的乡土植物，而在其它公园里常见的园艺花木则在这里很少看到。岐江公园临江的十多株榕树被割裂成一个榕树岛，既可以满足水利防洪，又形成一个独特景观。岐江公园主湖的四周采取了栈桥式的湖岸设计，人可以在架空的栈桥上行走，而栈桥间则布满着梯田式的种植台，其中种植着荷花、茭白、菖蒲、旱伞草、茨菇、芦苇、白茅、橡草、田根草、苦苡等众多的水生、湿生野生植物。

## 主要景观

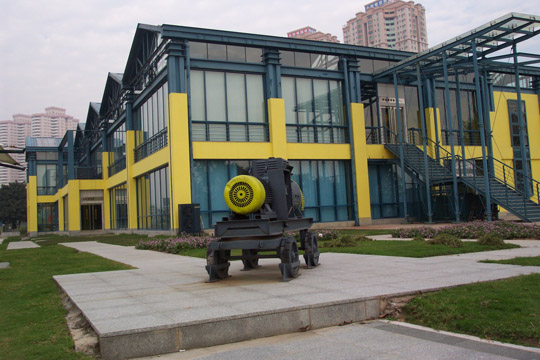
岐江公园内的中山美术馆，近处为一台船厂的废旧机器

岐江公园内一些主要的景观、装置和建筑有琥珀水塔、骨骼水塔、红色记忆、中山美术馆等。
琥珀水塔位于岐江边上的榕树岛上，由一座有五六十年历史的废旧水塔罩上一个金属框架的玻璃外壳而成，设计者认为该水塔如同一个古世纪的昆虫被凝固在琥珀之中一样，所以命名为琥珀水塔。该水塔顶部的发光体接受太阳能后将在夜晚发光，灯光水塔除了构成岐江夜晚的一景之外，还起了引航的作用。
骨骼水塔是位于公园中间的另一座水塔，最初的设计是将一座废旧水塔剥去水泥后，剩下钢筋留在原处，其设计者认为这就如同世界上的人无论男女、贵贱，最终都将归于一副白骨一样。不过最初的设计由于原水塔结构的安全问题而不能成功处理，最终用钢按原来的大小重新制作而成。
红色记忆是一个装置艺术作品，该装置由一个红色的敞口铁盒围成，内有一潭清水，它的一个入口正对着公园的入口，而两个出口分别对着琥珀水塔和骨骼水塔。设计者的构思来源于粤中船厂所经历过包括文革十年的那个革命年代，并想通过强烈的红色让观众联想起“革命不是请客吃饭”的名句。
中山美术馆是岐江公园的主体建筑，楼高两层，建筑面积2500平方米。该馆的外形设计也是采用工业元素为主题，与公园一脉相承。该馆的外墙立柱采用柠檬黄色的水泥立柱，上架铁青色的工字钢钢架，并用大幅的落地玻璃相间其中，整个设计如同一个工厂车间。

### 主要参考资料
1. 俞孔坚：《足下的文化与野草之美——中山岐江公园设计》，《新建筑》，2001年5月。
2. 俞孔坚、胡海波、李健宏：《水位多变情况下的亲水生态护岸设计——以中山岐江公园为例》，《中国园林》，2002年1月。
3. 俞孔坚、庞伟，《理解设计：中山岐江公园工业旧址再利用[永久]》，《建筑学报》，2002年8月。
4. Mary G. Padua 著、刘君 译：《工业的力量——中山岐江公园：一个打破常规的公园设计》，《中国园林》2003年9月。
5. 俞孔坚：《中山岐江公园：工业的张力——土地意识与景观设计[永久]》，《百年建筑》，2004(20)。
6. 刘琼雄：《中山岐江公园重组记忆》，《城市画报》，2004年6月。